# Taihua, Fujian
Taihua (kinesiska: 太华) är en köping i sydöstra Kina. Den ligger i Datian härad i staden Sanming i provinsen Fujian, omkring 160 kilometer väster om provinshuvudstaden Fuzhou. Antalet invånare är 26 627. Befolkningen består av 12 466 kvinnor och 14 161 män. Barn under 15 år utgör 12,0 %, vuxna 15-64 år 78 %, och äldre över 65 år 8,0 %.